# 린다 펄

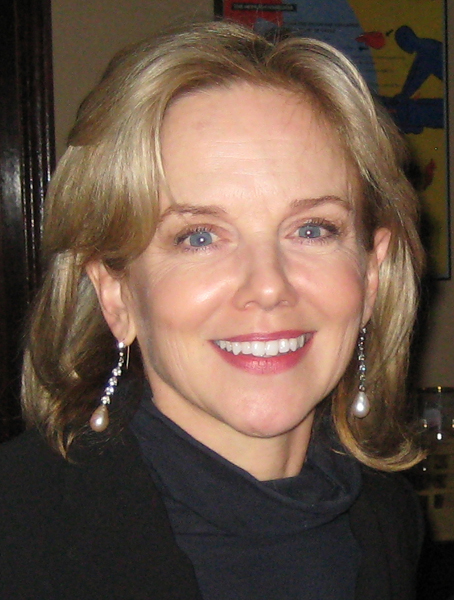

린다 펄(Linda Purl, 1955년 9월 2일 ~ )은 미국의 배우이다.
그리니치에서 태어났다.

## 출연 작품
- 스톡드 앳 17 (2012년) - 로렌 역
- 저주의 그림자 (2006년)
- 피어 오브 더 다크 (2002년)
- 기적의 사나이 (1999년)
- 마이티 조 영 (1998년)
- 야성의 엘자 2 (1996년)
- 위험한 약속 (1994년)
- 베트남 살인 특급 (1994년)
- 분노의 질주 (1994년)
- 다니엘 스틸 - 비밀 (1992년)
- 보디 랭귀지 (1992년)
- 사막의 전쟁 (1991년)
- 미로의 끝 (1990년)
- 코드 네임 바이퍼 (1988년)
- 사랑의 곡예사들 (1988년)
- 할로우 포인트 (1987년)
- 프레저 (1986년)
- 아웃레이지! (1986년)
- KGB의 음모 (1986년)
- 폼페이 최후의 날 (1984년)
- 거리의 천사 (1982년)
- 어둠 속의 테러 (1982년)
- 하이 컨트리 (1981년)
- 위민 엣 웨스트 포인트 (1979년)
- 어느 코미디언의 눈물 (1976년)
- 크레이지 마마 (1975년)

### 텔레비전
- 해피 데이스 (1974)
- 월튼네 사람들 (1974, 1977)
- 사랑의 유람선 (1985)
- 오피스 (2009-11)